# Trichomyia brachypenis
Trichomyia brachypenis är en tvåvingeart som beskrevs av Duckhouse 1978. Trichomyia brachypenis ingår i släktet Trichomyia och familjen fjärilsmyggor. Inga underarter finns listade i Catalogue of Life.